# Эффект Оберта
Эффе́кт О́берта — в космонавтике — эффект, проявляющийся в том, что ракетный двигатель, движущийся с высокой скоростью, совершает больше полезной работы, чем такой же двигатель, движущийся медленно.
Эффект Оберта вызывается тем, что при движении с высокой скоростью топливо имеет больше энергии, доступной для использования (при скорости, превышающей половину скорости реактивной струи, кинетическая энергия может превысить потенциальную химическую энергию), и эта энергия может использоваться для получения большей механической мощности. Назван в честь Германа Оберта, одного из учёных, разрабатывавших ракетные технологии, который впервые описал эффект.
Эффект Оберта используется при пролётах тел с включённым двигателем в так называемом манёвре Оберта, при котором импульс двигателя применяется при наибольшем сближении с гравитирующим телом (при низком гравитационном потенциале — низкой потенциальной энергии и высокой скорости — большой кинетической энергии, так как сумма этих энергий в системе, над которой не производится работа, постоянна). В таких условиях включение двигателя даёт большее изменение кинетической энергии и достигаемой в результате манёвра скорости по сравнению с тем же импульсом, применённым вдали от тела. Для получения наибольшего выигрыша от эффекта Оберта требуется, чтобы космический аппарат смог создать максимальный импульс на наименьшей высоте; из-за этого манёвр практически бесполезен при использовании двигателей с относительно низкой тягой, но с высоким удельным импульсом, например, ионного двигателя.
При объяснении принципа действия многоступенчатых ракет также можно пользоваться эффектом Оберта: верхние ступени создают больше кинетической энергии, чем ожидается при простом анализе по химической энергии топлива, которое они несут. Исторически непонимание этого эффекта приводило ученых к выводу о том, что межпланетные перелёты потребуют нереалистично большого количества топлива.

## Описание
Ракетные двигатели создают (в вакууме) одинаковую силу вне зависимости от их скорости. Двигатель, установленный на неподвижном аппарате (например, при проведении стендовых огневых испытаний), не производит полезной работы, химическая энергия топлива полностью уходит на ускорение газов. Но при движении ракеты тяга двигателя действует на протяжении траектории движения. Сила, действующая при изменении положения тела, производит механическую работу. Чем дальше (быстрее) ракета и полезная нагрузка переместятся за время работы двигателя, тем бо́льшую кинетическую энергию получит ракета, и тем меньшую — продукты сгорания.
Механическая работа определяется как
{\displaystyle \Delta E_{k}=F\cdot s,}
где {\displaystyle E_{k}} — кинетическая энергия, {\displaystyle F} — сила (тягу двигателя рассматриваем как постоянную), {\displaystyle s} — пройденное расстояние. Дифференцируя по времени, мы получим
{\displaystyle {\frac {dE_{k}}{dt}}=F\cdot {\frac {ds}{dt}},}
или
{\displaystyle {\frac {dE_{k}}{dt}}=F\cdot v,}
где {\displaystyle v} — скорость. Разделим на мгновенную массу {\displaystyle m}, чтобы выразить удельную энергию (specific energy; {\displaystyle e_{k}}):
{\displaystyle {\frac {de_{k}}{dt}}={\frac {F}{m}}\cdot v=a\cdot v,}
где {\displaystyle a} — модуль вектора собственного ускорения (proper acceleration).
Легко заметить, что темп прироста удельной энергии каждой части ракеты пропорционален скорости. Интегрированием данного уравнения можно получить общий прирост удельной энергии ракеты.
Однако интегрирование можно не выполнять, если длительность работы двигателя невелика. Например, когда аппарат падает в направлении перицентра на любой орбите (как на эллиптической, так и на незамкнутой орбите), скорость относительно центрального тела увеличивается. Краткое включение двигателя в проградном движении в перицентре увеличивает скорость на величину {\displaystyle \Delta v}, как и при включении в любое другое время. Однако из-за того, что кинетическая энергия аппарата зависит от скорости квадратично, включение в перицентре даёт большее увеличение кинетической энергии в сравнении с другим временем включения.
Может показаться, что ракета получает энергию из ничего, нарушая закон сохранения энергии. Однако любой прирост энергии ракеты скомпенсирован равным уменьшением энергии продуктов сгорания. Даже при низком потенциале гравитационного поля, когда рабочее тело изначально имеет большую кинетическую энергию, продукты сгорания покидают двигатель с меньшей общей энергией. Эффект был бы даже более значительным, если бы скорость истечения продуктов сгорания была равна скорости ракеты, то есть отработавшие газы оставлялись бы в пространстве с нулевой кинетической энергией (в системе отсчёта центрального тела) и общей энергией равной потенциальной энергии. Противоположным случаем являются стендовые испытания: скорость двигателя равна нулю, его удельная энергия не увеличивается, а вся химическая энергия топлива преобразуется в кинетическую энергию продуктов сгорания.

## Случай кинетической энергии, превышающей химическую
На очень больших скоростях механическая мощность, передаваемая ракете, может превысить общую мощность, образуемую при сгорании топливной смеси, опять же, с кажущимся нарушением закона сохранения энергии. Однако топливо быстро движущейся ракеты несёт не только химическую, но и собственную кинетическую энергию, которая на скоростях выше нескольких километров в секунду становится больше химической потенциальной энергии. При сгорании такого топлива часть его кинетической энергии возвращается к ракете вместе с энергией, полученной от сгорания. Это объясняет и чрезвычайно низкую эффективность начальных стадий полёта ракеты, когда она движется медленно. Бо́льшая часть работы на этой стадии вкладывается в кинетическую энергию ещё не использованного топлива. Часть этой энергии вернётся позже, при сгорании на высокой скорости полёта аппарата.
Обозначим секундный расход топлива реактивным двигателем через {\displaystyle {\frac {dm}{dt}}}, скорость истечения газов {\displaystyle u}, скорость ракеты {\displaystyle v}. Полная мощность реактивного двигателя складывается из полезной мощности, расходуемой на ускоренный подъём ракеты {\displaystyle N_{1}=F_{p}v={\frac {dm}{dt}}uv} и мощности, расходуемой на формирование реактивной струи {\displaystyle N_{2}={\frac {1}{2}}{\frac {dm}{dt}}(v-u)^{2}-{\frac {1}{2}}{\frac {dm}{dt}}v^{2}}. После алгебраических преобразований получим для полной мощности: {\displaystyle N=N_{1}+N_{2}={\frac {dm}{dt}}{\frac {u^{2}}{2}}}.
Сравнивая выражения для {\displaystyle N} и {\displaystyle N_{1}}, получаем парадоксальный вывод: при скорости ракеты {\displaystyle v}, превышающей {\displaystyle {\frac {u}{2}}}, полезная мощность {\displaystyle N_{1}} становится больше полной мощности {\displaystyle N}.
Парадокс объясняется тем, что при скорости ракеты {\displaystyle v={\frac {u}{2}}} расход энергии на формирование реактивной струи равен нулю, а при {\displaystyle v>{\frac {u}{2}}} становится отрицательным. Это означает, что кинетическая энергия ракеты частично увеличивается за счет уменьшения кинетической энергии топлива, которой оно обладало до сгорания и истечения.

## Параболический пример
Если космический корабль перемещается со скоростью {\displaystyle v} в момент запуска двигателя, который изменит скорость на величину {\displaystyle \Delta v}, то изменение удельной орбитальной энергии составит
{\displaystyle v\Delta v+{\frac {1}{2}}(\Delta v)^{2}.}
Когда аппарат находится далеко от планеты, удельная орбитальная энергия состоит практически полностью из кинетической энергии, поскольку энергия в гравитационном поле стремится к нулю при удалении в бесконечность. Следовательно, чем больше {\displaystyle v} в момент включения двигателя, тем больше кинетическая энергия и выше конечная скорость.
Эффект становится более значительным при приближении к центральному телу (при попадании глубже в гравитационную потенциальную яму) в момент включения двигателя, так как при этом выше начальная скорость {\displaystyle v}.
Например, рассмотрим в системе отсчёта Юпитера космический аппарат, находящийся на параболической пролётной орбите. Допустим, его скорость в перицентре Юпитера (перииовии) составит 50 км/с, когда он выполнит включение двигателя с {\displaystyle \Delta v} в 5 км/с. Тогда его конечная скорость на большом удалении от Юпитера окажется 22,9 км/с, в 4,6 раза больше {\displaystyle \Delta v}.

### Подробный расчёт примера
Если импульсное включение двигателя с изменением скорости в {\displaystyle \Delta v} выполнено в перицентре параболической орбиты, то скорость до включения была равна второй космической скорости (скорости убегания, {\displaystyle V_{\text{esc}}}), а удельная кинетическая энергия после включения была равна
{\displaystyle e_{k}={\frac {1}{2}}V^{2}={\frac {1}{2}}(V_{\text{esc}}+\Delta v)^{2}={\frac {1}{2}}V_{\text{esc}}^{2}+\Delta vV_{\text{esc}}+{\frac {1}{2}}\Delta v^{2},}
где {\displaystyle V=V_{\text{esc}}+\Delta v.}
Когда космический аппарат покинет гравитационное поле планеты, потеря удельной кинетической энергии составит
{\displaystyle {\frac {1}{2}}V_{\text{esc}}^{2}.}
Таким образом будет сохранена энергия
{\displaystyle \Delta vV_{\text{esc}}+{\frac {1}{2}}\Delta v^{2},}
которая превышает энергию, которую можно было бы получить включением двигателя вне гравитационного поля ({\displaystyle {\tfrac {1}{2}}\Delta v^{2}}), на
{\displaystyle \Delta vV_{\text{esc}}.}
Легко показать, что импульс умножается на коэффициент
{\displaystyle {\sqrt {1+{\frac {2V_{\text{esc}}}{\Delta v}}}}.}
Подставив скорость убегания Юпитера в 50 км/с (при перицентре орбиты на высоте в 100 000 км от центра планеты) и {\displaystyle \Delta v} двигателя в 5 км/с, получим множитель в 4,6.
Сходный эффект будет получен на эллиптических и гиперболических орбитах.

## Интересные факты
Существует двухимпульсный вариант манёвра Оберта, в котором перед сближением с телом космический аппарат сначала делает тормозной импульс, чтобы достичь меньшей высоты, а затем делает разгоняющий импульс. В частности, такой манёвр изучался участниками проекта Икар.
Орбитальный манёвр перехода между двумя орбитами — биэллиптическая переходная орбита — можно рассматривать как применение эффекта Оберта. В некоторых случаях этот трёхимпульсный манёвр немного более экономичен, чем двухимпульсный с использованием гомановской траектории, за счёт того, что большее изменение скорости производится на меньшей высоте. Однако практически достигается экономия не более 1—2 % топлива, при многократном росте длительности манёвра.